# Јесења изложба УЛУС-а (1997)
Јесења изложба УЛУС-а (1997) је трајала од 23. септембра до 20. октобра 1997. године. Изложба је одржана у галеријском простору Удружења ликовних уметника Србије, односно у Уметничком павиљону "Цвијета Зузорић", у Београду.

## О изложби
Избор аутора и дела на овој изложби је извршио Уметнички савет УЛУС-а, у саставу:
1. Анђелка Бојовић
2. Зоран Каралејић
3. Милутин Копања
4. Бранка Марић
5. Зоран Марјановић
6. Миодраг Поповић
7. Зоран Поповић
8. Љубица Радовић
9. Мирољуб Стаменковић
10. Божидар Џмерковић

Добитник награде на овој Јесењој изложби УЛУС-а је Зоран Јовановић Добротин.

### Каталог
Аутор репродукције на насловној страни каталога је Милица Стевановић.

## Излагачи
1. Зоран Бановић
2. Љиљана Блажеска
3. Анђелка Бојовић
4. Коста Бунушевац
5. Чедомир Васић
6. Марија Вауда
7. Здравко Велован
8. Владимир Вељашевић
9. Милица Вергот
10. Петар Вујошевић
11. Предраг Вукићевић
12. Никола Вукосављевић
13. Зоран Вуковић
14. Жарко Вучковић
15. Милица Вучковић
16. Драгана Т. Вукотић
17. Петар Гајић
18. Сања Грујичић Цупаћ
19. Снежана Гроздановић
20. Будимир Димитријевић
21. Зоран Димовски
22. Ана-Марија Драгојевић
23. Милутин Драгојловић
24. Наташа Дробњак
25. Ђорђе Ђорђевић
26. Петар Ђуза
27. Катарина Зарић
28. Иван Илић
29. Зоран Добротин Јовановић
30. Гордана Каљаловић
31. Велимир Каравелић
32. Милинко Коковић
33. Милутин Копања
34. Бојана Максимовић
35. Соња Малавразић
36. Бранка Марић
37. Весна Марковић
38. Драгана Марковић
39. Милан Т. Марковић
40. Надежда Марковић
41. Владан Мартиновић
42. Горица Милетић
43. Вукашин Миловић
44. Лепосава Милошевић Сибиновић
45. Весна Милуновић
46. Биљана Миљковић
47. Тамара Миодраговић
48. Миодраг Млађовић
49. Даниела Морариу
50. Драган Најдановић
51. Мима Орловић
52. Александра Павићевић
53. Бранимир Пауновић
54. Јосипа Пашћан
55. Драган Перић
56. Димитрије Пецић
57. Божидар Плазинић
58. Ставрос Поптсис
59. Срђан Радојковић
60. Милан Радосављевић
61. Балша Рајчевић
62. Бранко Раковић
63. Александра Ракоњац
64. Чедомир Ранђеловић
65. Весна Ристовски
66. Миодраг Роган
67. Слободан Роксандић
68. Душан Русалић
69. Маргарета Станојловић
70. Радмила Степановић
71. Катарина Стојић
72. Ђорђе Соколовски
73. Владислава Саблић
74. Рада Селаковић
75. Мића Стоиљковић
76. Јелена Тамбурић
77. Мирјана Томашевић
78. Срба Траванов
79. Горан Ћорић
80. Мирјана Филиповић
81. Тијана Фишић
82. Бранислав Фотић
83. Даниела Фулгоси
84. Зоран Фуруновић
85. Сава Халугин
86. Александра Хорват
87. Миомир Цветковић
88. Ратко Чупић
89. Босиљка Шипка
90. Лидија Мацура